# جورج فيسون
جورج فيسون (بالإنجليزية: George Faison)‏ هو منتج مسرحي ‏ ومدرس أمريكي، ولد في 21 ديسمبر 1945 في واشنطن العاصمة في الولايات المتحدة.

## وصلات خارجية
- جورج فيسون على موقع قاعدة بيانات برودواي على الإنترنت (الإنجليزية)